# Selkäsaari (ö i Norra Savolax, Norra Savolax, lat 63,18, long 26,72)
Selkäsaari är en ö i Finland. Den ligger i sjön Saarinen och i kommunen Pielavesi i den ekonomiska regionen  Övre Savolax ekonomiska region  och landskapet Norra Savolax, i den centrala delen av landet, 300 km norr om huvudstaden Helsingfors. Öns area är 0,2 hektar och dess största längd är 70 meter i sydöst-nordvästlig riktning.